# Austrocarea iocephala
Espèce
Austrocarea iocephala est une espèce de lépidoptères de la famille des Nolidae.
Elle est présente principalement en Australie.